# Kościół Wniebowzięcia Najświętszej Maryi Panny w Opatowie
Kościół Wniebowzięcia Najświętszej Maryi Panny w Opatowie – rzymskokatolicki kościół parafialny należący do parafii pod tym samym wezwaniem (dekanat Opatów diecezji sandomierskiej. Świątynia jest częścią klasztoru bernardynów.

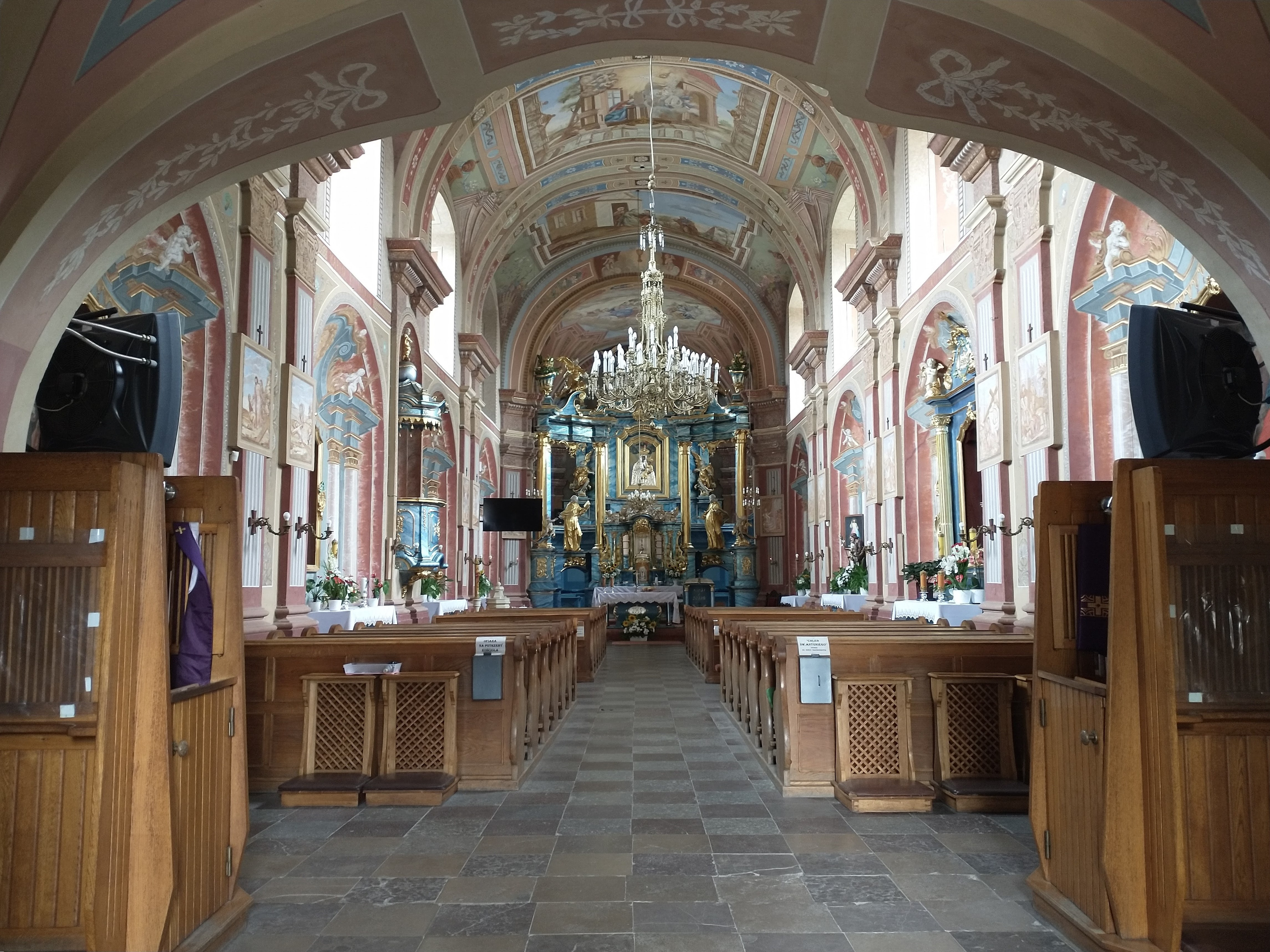
Wnętrze i ołtarz

Kościół został zbudowany po 1471 roku razem z zabudowaniami klasztornymi dla bernardynów. Poważny wkład w powstanie kościoła i klasztoru miał Jan Tarło. Wybudowany klasztor miał charakter obronny. W latach 1621–1622 świątynia została gruntownie przebudowana. Powstało wtedy nowe sklepienie i wybudowano dwie przyległe do nawy kaplice: św. Anny i św. Franciszka. Zapewne w tym czasie kościół utracił swój oryginalny, gotycki charakter. Następna przebudowa przeprowadzona została przez gwardiana o. Ludwika Alszera w latach 1751-1765. W 1784 roku świątynia otrzymała rokokową, iluzjonistyczną polichromię o tematyce maryjnej. Kompleksowe prace konserwacyjne świątyni przeprowadzone zostały w latach 2009-2011. Kościół przebudowany został w stylu barokowym i składa się z nawy i krótkiego prezbiterium na planie kwadratu. Elewacja frontowa rozczłonkowana jest pilastrami i przedzielona wydatnym gzymsem na dwie kondygnacje. W dolnej kondygnacji znajduje się półkolisty portal wejściowy, nad którym w płytkiej wnęce usytuowany jest obraz Matki Bożej Częstochowskiej. Górna kondygnacja ujęta została spływami z rzeźbami dwóch świętych zakonników i figurą Najświętszej Maryi Panny na środku. Świątynia nakryta jest dachami dwuspadowymi z wieżyczką na sygnaturkę. Wnętrze rozczłonkowane jest parami pilastrów, pomiędzy którymi znajdują się półeliptyczne wnęki ołtarzowe. Prezbiterium i nawa nakryte są sklepieniami kolebkowymi, ozdobionymi iluzjonistyczną polichromią o tematyce maryjnej z 2 połowy XVIII stulecia. Wyposażenie wnętrza reprezentuje styl rokokowy. Kulisowy ołtarz główny, oddzielający chór zakonny, jest ozdobiony rzeźbami przedstawiającymi św. Bonawenturę i św. Piotra z Alkantary, wykonanymi przez rzeźbiarza Macieja Polejowskiego ze Lwowa. W centralnym polu ołtarza znajduje się łaskami słynący obraz Matki Boskiej z Dzieciątkiem, zwany również Matki Bożej Pocieszenia. W ołtarzach bocznych usytuowane są m.in. dwa obrazy bernardyńskiego malarza Franciszka Lekszyckiego z 1649 roku: Ekstaza św. Franciszka i św. Antoni Padewski. We wnętrzu świątyni można również zobaczyć epitafia z XVII i XVIII w.